# 허천강 발전소
허천강 발전소(虛川江發電所)은 황수원강(黃水院江)과 웅이강(熊耳江)의 합류점에 댐을 축조하고, 분수령의 중복을 터널로 도수(導水)하여 단천 남대천(端川南大川)에 낙하시켜 그 낙차를 이용한 발전소이다. 1941년에 준공하였으며 총출전력은 32만 5,000kW이다.